# Ефремов, Кристиян
Кристиян Ефремов (макед. Кристијан Ефремов; род. 31 августа 1990, Велес, Велес) — северомакедонский легкоатлет, специалист по бегу на короткие дистанции. Выступает за сборную Республики Македонии по лёгкой атлетике с 2007 года, многократный победитель и призёр первенств национального значения, участник ряда крупных международных турниров, в том числе летних Олимпийских игр в Лондоне.

## Биография
Кристиян Ефремов родился 31 августа 1990 года в городе Велес, Югославия.
Впервые заявил о себе в лёгкой атлетике на международном уровне в сезоне 2007 года, когда вошёл в состав  национальной сборной Республики Македонии и выступил в беге на 400 метров на юниорском европейском первенстве в Хенгело, а также на Европейском юношеском Олимпийском фестивале в Белграде.
В 2009 году в той же дисциплине стартовал на юниорском европейском первенстве в Нови-Саде.
В 2011 году бежал 400 метров на чемпионате Европы в помещении в Париже.
В 2012 году отметился выступлением на чемпионате мира в помещении в Стамбуле и на чемпионате Европы в Хельсинки. Благодаря череде удачных выступлений удостоился права защищать честь страны на летних Олимпийских играх в Лондоне — на предварительном квалификационном этапе бега на 400 метров установил свой личный рекорд 47,92, но в финал не вышел. Удостоился права нести знамя своей страны на церемонии закрытия Игр.
После лондонской Олимпиады Ефремов остался действующим спортсменом и продолжил принимать участие в крупнейших международных турнирах. Так, в 2013 году он выступил на дистанции 400 метров на Средиземноморских играх в Мерсине.
В 2015 году был девятым в беге на 400 метров и одиннадцатым в эстафете 4 × 400 метров в третьей лиге командного чемпионата Европы, прошедшей в рамках Европейских игр в Баку.
В 2016 году бежал 400 метров на чемпионате мира в помещении в Портленде.